# 曹玉清
曹玉清（1906年—1991年4月28日）侗族，湖南省新晃县人，中国人民解放军开国少将。

## 生平
1926年参加北伐战争。1929年参加中国工农红军，同年加入中国共产党。第一次国共内战中，参加和指挥了鄂豫皖苏区第一、二、三、四次反围剿的战斗，参加了二万五千里长征。抗日战争时期，参与领导开辟了洪湖根据地。第二次国共内战时期，参加和领导了中原突围、两淮保卫战、枣庄战役、莱芜战役、孟良崮战役和解放安阳、新乡、邯郸的战斗。他历任分队长、连长、副营长、团长、团政委、旅长、师长、山西省兵役局局长、山西省军区参谋长、山西省军区副司令员、山西省军区顾问等职。1955年，被授予中国人民解放军少将军衔。
1991年4月28日，曹玉清在北京病逝，享年85岁。